# 苏州光福机场
蘇州光福機場位於中國蘇州，在蘇州市西南22公里。曾於1994年2月開通中国联航客运航班，每周有2個航班來往蘇州與北京、蘇州與佛山，后于2002年10月29日停航。后为中国人民解放军空军一军用机场，驻扎南京军区空军第3独立团（侦察部队）。2016年深化国防和军队改革后，转隶东部战区空军，空军航空兵26师所属的光福场站和空93团。